# Mathias Julius von Laurens
Mathias Julius von Laurens (* 1755 in Kolberg; † 5. Mai 1807 in Danzig) war ein preußischer Generalmajor und zuletzt Chef des Ingenieurdepartements im Oberkriegskollegium.

## Leben

### Herkunft
Er war der Adoptivsohn des pommerischen Regierungsrats Mathias Daniel von Laurens und hatte noch drei weitere Brüder. Der Generalmajor Friedrich Gottlieb von Laurens war der Sohn seines Bruders Friedrich Johann von Laurens (* 1703; † 13. Juli 1751).

### Militärkarriere
Im Jahr 1769 ging Laurens als Volontär in russische Dienste und nahm am Feldzug gegen die Türken teil, wo er bei der Belagerung von Choczin kämpfte. Am 2. März 1770 trat er in preußische Dienste und kam als Sekondeleutnant in das Ingenieurkorps nach Glatz. Am 21. März 1775 wurde er nach Glogau versetzt und am 28. Oktober 1779 kam er als Kapitän in die Festung Neiße. Am 15. Dezember 1787 wurde er dann in den Adelsstand erhoben. In Neiße wurde er am 10. Mai 1789 zum Ingenieur-Major ernannt.
Während des Ersten Koalitionskrieges wurde Laurens am 2. April 1793 zur Belagerung von Mainz befohlen. Dort wurde er am Kopf verwundet und mit dem Orden Pour le Mérite ausgezeichnet. Am 25. Juli 1793 erhielt er zudem eine Zulage von 600 Talern. Im Jahr 1794 wurde er wieder nach Neiße versetzt und am 26. Dezember 1795 nach Warschau. Am 1. Januar 1797 wurde er Oberstleutnant, am 23. Juni 1798 Oberst und am 11. November 1799 Brigadier der Festungen in Preußen und Pommern. 1801 machte er Karten der Umgebung von Ortelsburg und Wehlau, die dann in das preußischer Kartenarchiv (Plankammer) kamen. Am 1. November 1804 wurde er Nachfolger des Oberst von Hartmann als Assessor des Ingenieurdepartements und Mitglied des Oberkriegskollegiums, was ihm ein Gehalt von 2500 Talern einbrachte. Am 16. August 1806 wurde Laurens zum Generalmajor mit Patent zum 28. Mai 1806 befördert, dazu erhielt er eine Zulage von 500 Talern. Am 20. August 1806 wurde er Kommandant ad Interim von Berlin für den Oberst von Lützow, der mit der Armee in den Vierten Koalitionskrieg zog. Nach der Niederlage der Armee musste er am 19. Oktober 1806 Berlin verlassen und zur Armee nach Preußen gehen. Laurens nahm an der Verteidigung von Danzig teil, wo er wieder am Kopf verwundet wurde. Am 19. Dezember 1806 ernannte ihn der König zum Chef des Ingenieurdepartements im Oberkriegskollegium. Am 26. März 1807 erhielt er noch die Weisung, weiter in Danzig zu bleiben, aber schon am 5. Mai 1807 starb er unverheiratet an den Folgen seiner Verwundung.